# Le Coteau
Le Coteau – miejscowość i gmina we Francji, w regionie Owernia-Rodan-Alpy, w departamencie Loara.
Według danych na rok 1990 gminę zamieszkiwało 7469 osób, a gęstość zaludnienia wynosiła 1527 osób/km² (wśród 2880 gmin regionu Rodan-Alpy Le Coteau plasuje się na 104. miejscu pod względem liczby ludności, natomiast pod względem powierzchni na miejscu 1522.).

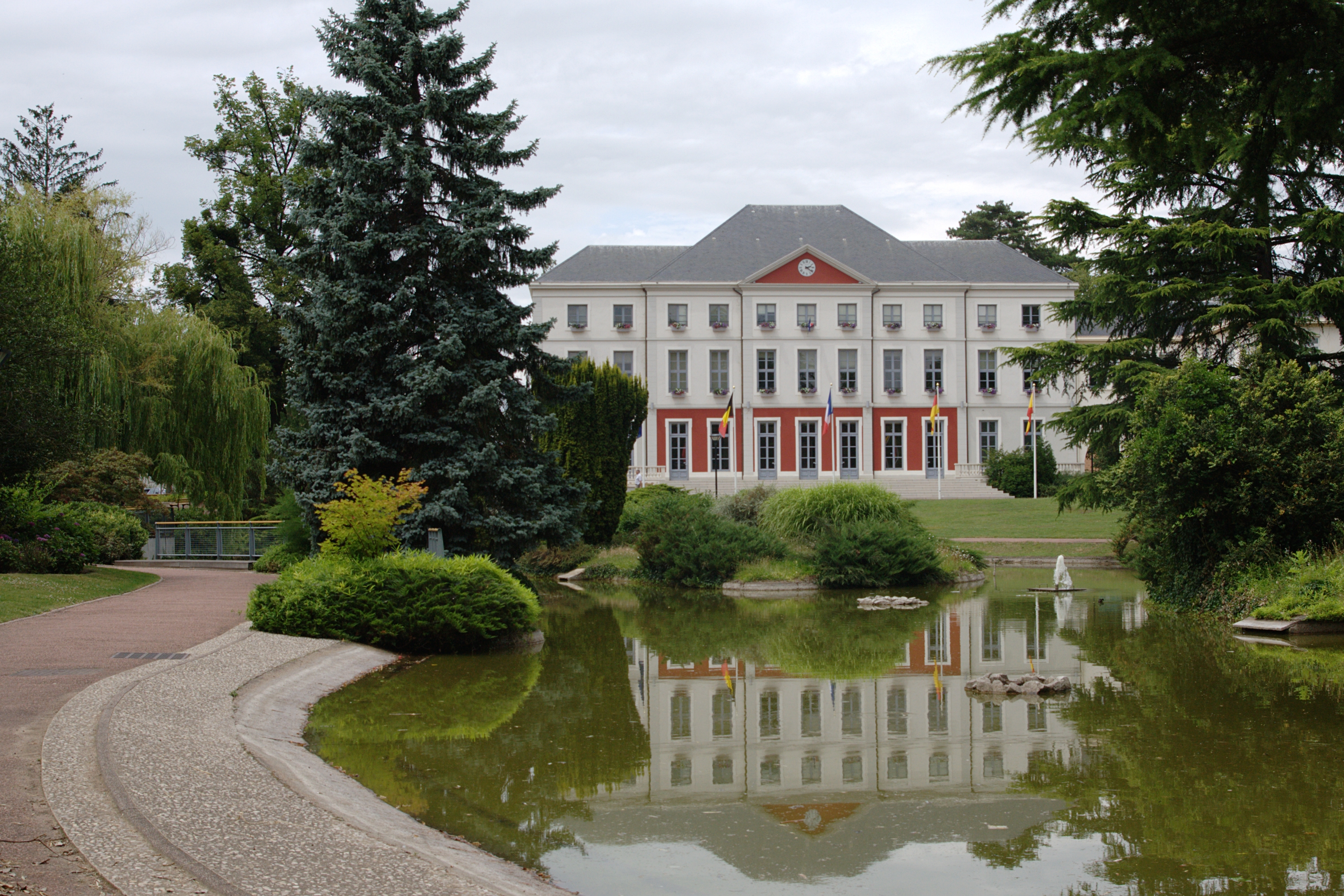
Ratusz w Le Coteau, 2009